# Казански университет
Казанският (Приволжки) федерален университет (на руски: Казанский (Приволжский) федеральный университет; на татарски: Казан (Идел буе) федераль университеты или Qazan (İdel buye) federal' universitetı) е разположен в град Казан, Татарстан, Руска федерация.
Основан е през 1804 г. като Казански имперски университет и е 2-рият исторически руски университет в Русия. Известният математик Николай Лобачевски е ректор на университета от 1827 до 1846 г. През 1925 г. университетът е преименуван в чест на най-известния си студент Владимир Илич Улянов (Ленин). Университетът е известен като родно място на органичната химия поради работата на Александър Бутлеров, Владимир Марковников, Александър Арбузов и като родно място на електронно-спиновия резонанс открит от Евгени Завойски.
През 2010 г. Казанският университет получава федерален статут. Той е един от 15-те руски университета, които са избрани да участват в проекта 5 – 100 руски академични постижения, координиран от правителството на Руската федерация и който проект цели да подобри международната конкуретноспособност на участващите университети сред водещите световни изследователски и образователни центрове.
Към 1 ноември 2015 г. университетът се състои от 16 института, 3 средни училища, Юридически факултет и 2 регионални клона. Повече от 40 000 студенти се записват в 479 бакалавърски, магистърски и постдокторански програми (включително 85 докторски и 8 двойностепенни програми с университети-партньори).
Приоритетните изследователски области са биомедицината, фармацевтиката, добив на нефт, нефтопреработване и нефтохимия, информационни комуникации и аерокосмически технологии, съвременни материали и социални науки заедно с хуманитарни науки.

## История
Сред темите на специалната гордост са създаването на неевклидова геометрия от страна на Николай Лобачевски, откриването на химическия елемент Рутений от Карл Клаус, теорията за химическата структура на органичните съединения на Александър Бутлеров, откриването на електронно-спиновия резонанс от Евгени Завойски, акустичния парамагнетичен резонанс от Семьон Алтшулер, разработването на органофосворните химически съединения от Александър и Борис Арбузови и много други.
От създаването си университетът е подготвил повече от 70 хиляди специалисти. Сред студентите и завършилите университета са изключителни учени и известни хора като основателя на Съветския съюз Владимир Ленин, писателите Сергей Аксаков, Лев Толстой, Павел Мелников-Печерски, Велимир Хлебников, композитора Милий Балакирев и художника Валери Якоби.

### Имперски период
Казанският университет е един от най-старите университет в Русия и е основан на 17 ноември 1804 г., когато император Александър I подписва Утвърдително писмо и устав за създаването на Казански имперски университет. Първите студенти се записват през 1805 г. и са завършили първи казанска гимназия – автономен филиал на Московския държавен университет, под чието покровително първоначално работи Казанския университет.
Чак през 1814 г. университета е изцяло отворен. Преструктуриран е като класически университет с четири катедри: морални и политически науки, физически и математически науки, медицински науки и филология. Преди да бъде основан Томския университет, Казанския университет е бил най-източния университет в Руската империя и обслужва районите на Волга, Кама, Урал, Сибир и Кавказ.
През 1819 г. М. Л. Магнитски прави оценка, в която съобщава, че в университета наблюдава „дух на несъгласие и безразличие“. В доклад към императора той говори за „обществено разрушаване“ на университета и изисква той да бъде затворен, но Александър I отговаря „защо да унищожаваме като може да бъде поправено“. Магнитски впоследствие е назначен за надзорник на Казанския училищен регион, действие, което повлиява негативно на университета, тъй като много професори са освободени, а „вредни“ книги премахнати от колекциите на библиотеките. Освен това е въведен стриктен вътрешен режим за студенти от университета.

От 1819 до 1821 г. възпитаникът на университета и учен от Казанския университет Иван Симонов участва в откриването на Антарктика по време на първата околосветска експедиция и е сред пионерите на антарктическите изследвания.
През 1825 г. е построена главната сграда на университета, а през 1830 г. е завършен основния кампус. В него се включват в сградата на библиотеката, химическа лаборатория, съоръжения за дисекция, астрономическа обсерватория и клиники (в организацията на които съвременните отбелязват водещата роля на професор Франц Йелачич). В резултат на това университетът става водещ център на образованието и науката. Научните факултети по това време са организирани в редица изследователски звена: математическо, химическо, медицинско и геологическо.
От първата половина на 20 век Казанският университет е най-големият център за ориенталски изследвания в Европа и родно място на известната казанска лингвистична школа, чийто основи са поставени от Ян Бодуен де Куртене.
През 1834 г. започва да се издава списанието Доклади на Казанския университет, което се издава от академици от университета, а през 1835 г. Николай I издава заповед за създаване на три факултета: философски (който е разделен на словесна катедра и физическо-математическа катедра), Юридически факултет и медицински факултет.
През 1844 г. професора от университета Карл Клаус открива нов химичен елемент, който нарича Рутений в чест на Русия и е единствения елемент, който е открит в Царска Русия. Шест години по-късно Санктпетербургския университет открива Институт за ориенталски изследвания и всички обучителни материали и колекции на Казанския университет в това поле са прехвърлени в столицата на имперска Русия. През 1863 г. се провежда друга реформа в университетската структура по заповед на Александър II, в която университета е разделен на четири факултета: История и филология, Физика и математика, Право и медицина. В периода 1875 – 1883 г. съществува нова лингвистична школа.
През август 1887 г. Владимир Ленин, бъдещия лидер на СССР се записва да учи право в университета и учи там до изгонването си през декември 1887 г. поради „студентски протести“.
По време на Руската гражданска война университета се изправя пред едно от най-големите си предизвикателства, когато през август-септември 1918 г. обсадата и превземането на Казан от страна на Червената армия и чехословашкия корпус води до голямо изселване на студенти и преподаватели от града. Впоследствие много от тях са записани в държавните университети в Сибир и помощта, която те дават спомагат за основаването на университети в Томск и Иркутск.

### Съветски период
Според директива от 9 октомври 1918 г. на Народния съвет на комисарите системата на академичните степени е изоставена, а всички университетски преподаватели с поне 3 години опит са направени професори. Това позволява на Казанския университет, изгубил мнозинството от академичния си състав по време на гражданската война да възобнови обучението и изследванията си.
Университетът скоро отваря „работнически“ факултет (пети в РСФСР), чиято цел е да осигури образование на селяните. На 1 ноември 1919 г. селяните-работници започват първите си класове без изискването да полагат изпит за влизане в университета. През 1922 г. Лесотехническия факултет е слят със Земеделския факултет на Казанския политехнически университет и двата образуват Казански институт за земеделие и гори.
През 1925 г. по решение на Всерусийският централен изпълнителен комитет Казанския държавен университет е преименуван на Казански държавен университет „В. И. Ленин“. Това се прави, за да се признае това, че Владимир Ленин е бил студент за известно време в университета.
През 30-те години на 20 век университета продължава да се развива като редица факултети се отделят, за да се превърнат в независими институции в областта на висшето образование. Някои от тях продължават своето съществуване като например Казанския държавен медицински университет. По време на Втората световна война редица членове на Съветската академия на науките са евакуирани от Москва и Ленинград и приютени в сградите на университета. Това от своя страна води до създаването на Казански департамент на Академията през 1945 г.
В следвоенните години Казанския университет преминава през период на бързо разширяване и развитие на академичната си база. През 1953 г. университета е награден с орден „Червено знаме на труда“ за осигуряването на образование на хората. През 1979 г. е награден и с орден „Ленин“. През 70-те години са построени две сгради на университета – Катедрата по физика през 1973 г. и факултета по математика през 1978 г. Последната промяна от съветския период е отварянето през 1989 г. на спортен център и концертна зала.

### 21 век
На 21 октомври 2009 г. тогавашния руски президент Дмитрий Медведев подписва президентски декрет за създаването на нов Волжки федерален университет на основата на Казанския държавен университет. Федералният университетски проект е реализиран на базата на Казанския държавен университет като към него са слети Татарския държавен хуманитарно-педагогически университет, Казанския държавен финансово-икономически институт (КГФЕИ), Държавният педагогически университет в Елабуга и Академията за инженерство и икономика в Набережние Челни. Първият ректор на университет е Илшат Гафуров, бивш кмет на Елабуга.
През 2013 г. Казанския федерален университет стартира Програмата за повишаване на конкурентоспособността си сред водещи световни центрове за висше образование и научни изследвания (2013 – 2020 г.) в рамките на изпълнението резолюция № 211 на руското правителство „За мерките за федерална подкрепа на водещите университети на Руската федерация за повишаване на конкурентоспособността им сред водещите световни научни и образователни центрове“ (подписана на 16 март 2013 г.).

## Кампус
Главната сграда на казанския федерален университет се намира в центъра на Казан на 10 минути от Казанския Кремъл.
Главната сграда е проектирана от архитекта Пьотър Пятницки и построена през 20-те години на 19 век. Най-старата част в днешната главна сграда включва три класически портала с бяла предна част от оригиналната конструкция от 1822 г.
От 1832 до 1841 г. архитект М. Коринфски прави проекта на останалите сгради в неокласически стил. В двора на главната сграда са разположени централните административни офиси, анатомичния театър, библиотеката, химическите и физическите лаборатории и обсерваторията.
Сградата на химическия факултет (от 2003: Институт по химия „Александър Бутлеров“) е построена през 1953 г. с подкрепата на студентите. Първоначалната сграда е построена в съветски неокласически стил (сталински стил). През 60-те и 70-те години са построени две високи крила в северната и западната част на главната сграда. Най-скорошното разширение е през 2015 г. и представлява 7-етажна лабораторна сграда.
С декрет на президента Борис Елцин през 1996 г. Архитектурния комплекс на Казанския университет е добавен към регистъра на Националното културно наследство на Русия. По време на приготовленията за отпразнуването на 200-ата годишнина на университета е добавено източно крило към главната сграда, което помещава централната администрация на университета, Музеят на историята на Казанския университет, лабораторията-музей „Евгени Завойски“, ботаническия музей, зоологическия музей Едвард Еверсман и две академични звена – Института за фундаментална медицина и биология и Юридическия факултет. През 1989 и 2010 г. са построени два спортни центъра.
Казанският федерален университет е една от малките образователни институции в Русия, които предлагат модерно, удобно настаняване на всички студенти в околностите на Казан. Общежитията на университета са разположени в градче, построено да посрещне участниците в лятната Универсиада през 2013 г. Това е мини квартал за 12 000 души, в които има медицински център, аптека, копирен център, пералня, салон за красота, кафенета и други заведения. Проектът на селището е наградено с диплома „За специален принос за създаване на социално значима инфраструктура за развитие на младежта и спорта“.
Всички сгради на Казанския университет са разположени из цяла Русия – Татарстан, Карачаево-Черкезия, Карелия, Марий Ел и района на Самара (Толиати).
- Сгради на Казанския държавен университет
- Втора сграда на университета и Татарската държавна библиотека
- Институт по физика
- Главната сграда на университета
- Институт по химия „Александър Бутлеров“
- Спортен център и концертна зала
- Казанска университетска обсерватория

## Структура
Главната сграда на Казанския федерален университет е разположена в Казан, а университета е разделен на 16 института, 3 висши училища и два факултета. Освен това има два клона в Набережние Челни и Елабуга.
По-голямата част от програмите му са на руски език. Студенти, които не говорят руски се изисква да минат през едногодишен езиков обучителен курс в Международното подготвително училище на университета. По няколко програми на ниво специалист и магистър е осигурено преподаване на английски език.
Физика, математика и IT
- Институт по физика
- Институт по математика и механика „Н.И.Лобачевски“
- Институт по компютърна математика и информационни технологии
- Висше училище по информационни технологии и информационни системи
- Институт по инженерство

Природни науки
- Институт по геология и петролни технологии
- Институт по фундаментална медицина и биология
- Институт по екологични науки
- Институт по химия „Александър Бутлеров“

Хуманитарни науки
- Институт по филология и интеркултурна комуникация „Лев Толстой“
- Институт по социални и философски науки и масови комуникации
- Институт по международни отношения, история и ориенталски изследвания
- Институт по психология и образование
- Институт по сравнителни изследвания на модерността
- Институт по езика
- Юридически факултет

Икономика
- Институт по мениджмънт, икономика и финанси
- Висше училище по публична администрация
- Висше бизнес училище

Допълнителни академични звена
- Академично звено „Физическо възпитание и спорт“
- Институт за продължаващо образование
- Факултет за разширено обучение и преквалификация на персонала

## Глобално сътрудничество
Основаването на Казанския университет е директно свързано с международните академии. Някои от първите преподаватели в университета са немски професори като Йохан Бартелс, Франц Ердман и Кристиян Френ. Известният немски професор Карл Фукс, който е основател на медицинския факултет на Казанския университет и първия европейски изследовател на татарската история и култура става ректор на университета през 20-те години на 19 век и получава званието почетен гражданин на Казан.
Университет има партньорски споразумения с приблизително 190 университета и изследователски центрове в повече от 53 страни по света. Благодарение на плодородното сътрудничество с дългосрочни партньори като Университета Юстъс-Либиг в Гисен, Висшия институт за материални и напредничава механика (ISMANS, Франция), Изследователския институт „РИКЕН“ (Япония) и много други, университетът участва в множество различни изследователски програми и предлага програми за двойно дипломиране и взаимни споразумения.
Към академичната 2015 – 2016 година в университета се обучават около 3000 чуждестранни студента по различни академични програми.
Всяка година повече от 900 студента и преподавателя посещават чуждестранни университети и изследователски центрове по различни причини като международни конференции и други. Около 1500 чуждестранни специалиста посещават Казан за различни научни събития, за развитие и представяне на нови курсове, сътрудничество и други. Много местни специалисти преподават китайски, корейски език, фарси, немски, испански, английски и други чужди езици. Сред почетните доктори и професори на Казанския федерален университет са Владимир Минкин, Алексей Старобински, Ичак Адизес, Рашид Суняев, Анатоле Абрахам, Карл Мюлер, Бребис Блийни, Рьодзи Нойори, Михаил Пьотровски, Витали Гинзбург, Марат Юсупов и други известни учени и нобелови лауреати.
Всяка година академичния състав извършва 40 съвместни международни проекта и получава индивидуална подкрепа за изследванията си от DAAD, DFG, фондация Фолксваген, NSF, Европейската комисия (Темпус, FP7, Marie-Curie Actions, Еразмус-Мундус и други) и други стипендиантски програми.
Казанският федерален университет изпълнява няколко големи проекта по мега финансирания от руското правителство в рамките на резолюция № 220 на правителството на Руската федерация „За мерките, създадени да привличат водещи световни учени в руските институции за висше образование, изследователските организации на правителствените академии на науките и правителствените изследователски центрове на Руската федерация“ и резолюция № 218 на правителството на Руската федерация „За Насърчаване на сътрудничеството между висшите учебни заведения и организациите, прилагащи цялостно високотехнологично производство“:
- Международна изследователска лаборатория „Невробиолоигя. Ранна активност в развиващия се мозък.“[16] supervised by prof. Rustem Khazipov. The project is implemented jointly with the Institut national de la sante et de la recherche medicale (INSERM)[17] (France);
- Съвместен проект на университета и „Нижнекамскнефтехим“:[18] „Повишаване на ефективността за получаване на мономери на синтетичен каучук чрез развиване и разпространяване на усъвършенствани катализатори на хидратацията на изоамилена“.
- Съвместен проект на университета и групата TNG:[19] „Развитие на иновативните технологии и индустриално управление на оборудване и софтуер за ефективно изследване на ресурсите за целите на идентифицирането на въглеводородни отлагания и надзор на тяхното развитие“.
- Съвместен проект на университета и „Tasma“ Co.:[20] „Развитие и производство на конкурентоспособни фотографски материали“.

От 2011 г. Казанския университет стартира големия проект „Фарма 2020“ финансиран от федералната целева програма на Руската федерация „Развитие на фармацевтичната и медицинска промишленост до 2020 г. и по-нататъшни перспективи“ (Фарма-2020). Създаден е изследователски и образователен център по фармацевтика, който осигурява интердисциплинарно изследване, развитие и производство на иновативни лекарства.
Университетската и факултетна администрация отделя специално внимание на Европейските програми за сътрудничество Темпус и Еразъм, който се прилагат успешно за последните 20 години. Днес академичния състав и студентите на университета получават добри възможности за обучение в най-добрите университет като част от програмите „Интеграция, интеракция и институции (Тройно И)“ and „Aurora“ и програмата Еразмус-Мундус).

## Библиотека
Научната библиотека „Николай Лобачевски“ на Казанския университет е една от най-значимите библиографски колекции и съдържа около 15 000 ръкописа и 3000 редки книги. Отворена е през 1809 г. и първоначално пази книгите на граф Григорий Потьомкин, донесени в Казан през 1799 г. и колекциите на ранните библиофили В. Полянски и Николай Булич. Впоследствие към библиотеката са добавени и книгите от Соловецкия манастир.
Тези оригинални книги остават и се пазят в специално помещение в библиотеката. В тази специална колекция се включват арабските ръкописи на философи и учени като Мансур Ал-Халай и Авицена (11 век.) и Ашшахрестани (12 век), копие от ръкопис на Петокнижие, първата руска печатна книга „The Apostle“ (1564), „Книга на царствата“ от Франсиско Скорин (1518) и „Кодекс на цар Алексей Михайлович“ (1649). Библиотеката има първите издания на книгите от 18 век на Александър Пушкин, Александър Грибоедов, Николай Гогол и Габдула Тукай.
Библиотеката съдържа много списания и литература от 19 век от Казан и района. Самата библиотека се описва като „гордостта на университета и безценен източник на информация за всеки изследовател.“ Сградата на библиотеката е строена между 1825 и 1833 г. от ректора Николай Лобачевски, който едновременно с тази си позиция е главен библиотекар на университета. Библиотеката, сега носеща неговото име, продължава да се разраства и дори новата ѝ сграда не може да побере всички колекции. Казанският университет има и много музей.

## Известни възпитаници на университета

### Политика
Сергей Аксаков, Владимир Ленин (изгонен), Алексей Риков, Хусаин Ямашев, Сергей Бакински, Василий Осипанов, Николай Семашко, Дмитрий Каракозов, Николай Фьодоров.

### Математика и други науки
Александър Арбузов, Николай Чеботарьов, Александър Бутлеров, Наум Мейман, Кемал Акишев, Николай Лобачевски, Иван Симонов, Владимир Марковников, Константин Мережковски, Николай Бекетов, Николай Зинин, Александър Зайцев, Сергей Реформатски, Александър Вишневски, Ливерий Даркшевич, Платон Порецки, Николай Брашман, Карл Клаус, Йозеф Литров, Мартин Бартелс, Адолф Купфер, Мариан Ковалски, Александър Котелников, Михаил Лаврентиев, Евгени Завойски, Роалд Садгеев, Владимир Енгелгард, Александър Лурия, Дмитрий Дубяго, Александър Дубяго, Георгий Фредерикс, Семьон Алтшулер, Михаил Ляпунов, Дмитрий Синцов, Оскар Андерсон, Вилхелм Андерсон, Владимир Галкин, Кадир Тимергазин, Владимир Московин, Емануел Рашба.

### Хуманитарни науки: музика и изкуство
Милий Балакирев, Станислав Говорухин, Илия Улянов, Степан Смоленски, Карл Фукс, Михаил Мински, Юлия Зарипова, Олег Сайтов.

### Образование
Ян Бодуен де Куртене, Владимир Бехтерев, Николай Крушевски, Иван Яковлев, Владимир Бурцев, Пьотър Лесгафт, Сергей Малов, Николай Илмински, Афанасий Щапов, Христиан Френ, Александър Казембек, Василий Василиев, Юзеф Ковалски, Николай Лихачьов, Николай Непримеров, Василий Разумовски, Валтер Андерсон, Валентин Бажанов.